# Георги Стоименов
Ефрейтор Георги Атанасов Стоименов е български граничар.
Той отбива редовната си военна служба като граничар в гранична застава на българо-гръцката граница, североизточно от с. Камилски дол, общ. Община Ивайловград.
На 31 март 1952 г. той загива в престрелката при връх Сарабурун с въоръжена горянска група. В сражението загиват още двама граничари от съседни застави – младши сержант Асен Илиев и редник Стоил Косовски.
С министерска заповед Георги Стоименов е повишен посмъртно в звание младши лейтенант и получава отличието „Герой на Гранични войски“. Впоследствие заставата, на която е служил, е преименувана на „Георги Стоименов“.
В центъра на с. Вълче поле има паметник на тримата загинали граничари. Част от личните им вещи, снимки, личното оръжие и бюстовете им от граничния отряд в гр. Любимец и от заставите, на които са служили, сега се съхраняват в Музея на граничарите в бившия граничен отряд в Ивайловград.